# Deense koloniën

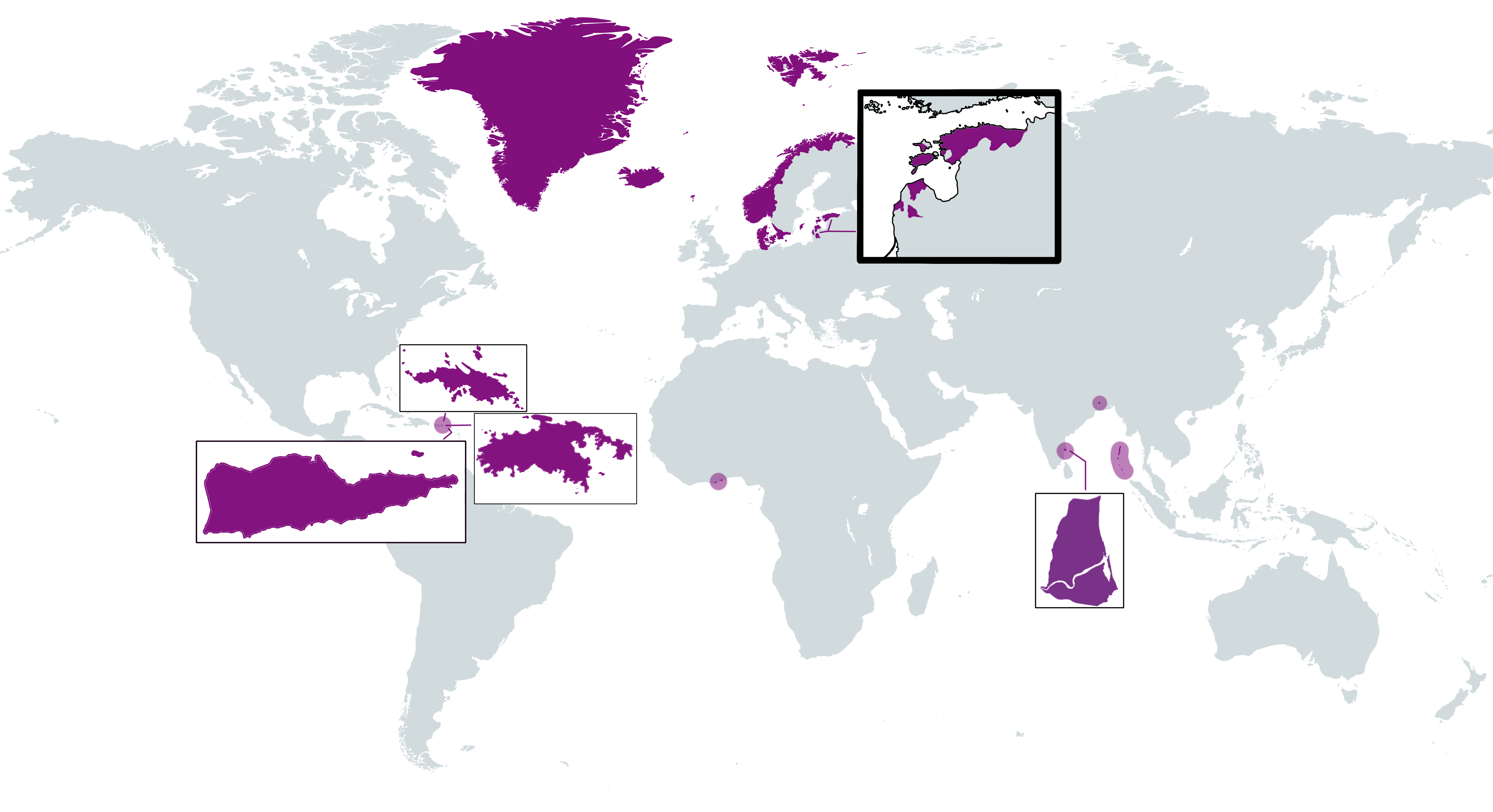
Kaart met de koloniën van het Deens-Noorse Rijk.

Denemarken heeft sinds de 14e eeuw onafgebroken koloniën gehad. Na de Tweede Wereldoorlog hebben de gebieden die toen nog onder Deens bestuur stonden, Faeröer en Groenland, verregaande autonomie verkregen. Daardoor worden deze gebieden niet langer als kolonie gezien. Nog altijd behoren deze twee gebieden tot het Koninkrijk Denemarken.

## Deense koloniën

### Europa
- Faeröer (1814–1948) Sinds 1948 met verregaande autonomie. Er is een beweging die volledige onafhankelijkheid nastreeft.
- IJsland (1380–1918, sinds 1944 volledig zelfstandig)

### Noord-Amerika
- Groenland (1815–1953).
- Deens-West-Indië (Amerikaanse Maagdeneilanden) (1666–1917) (St. Thomas, St. Jan, St. Kruis)

### Azië
India
- Trankebar (1620–1845) (in India)

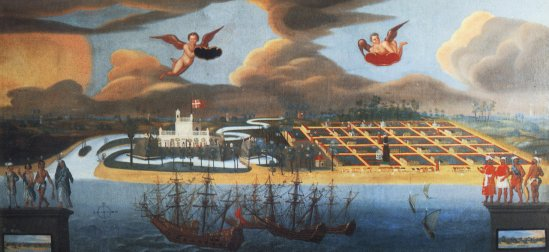
Deense Nederzetting in Trankebar in de zeventiende eeuw.

- Frederikseilanden (Nicobaren; eilandengroep van India) (1756–1848)
- Serampore (1755–1845) (in India)

Indonesië
- Makassar (Sulawesi/Celebes)
- Bantam (Java)

Sri Lanka
- Trincomalee (1620–1621)

### Afrika

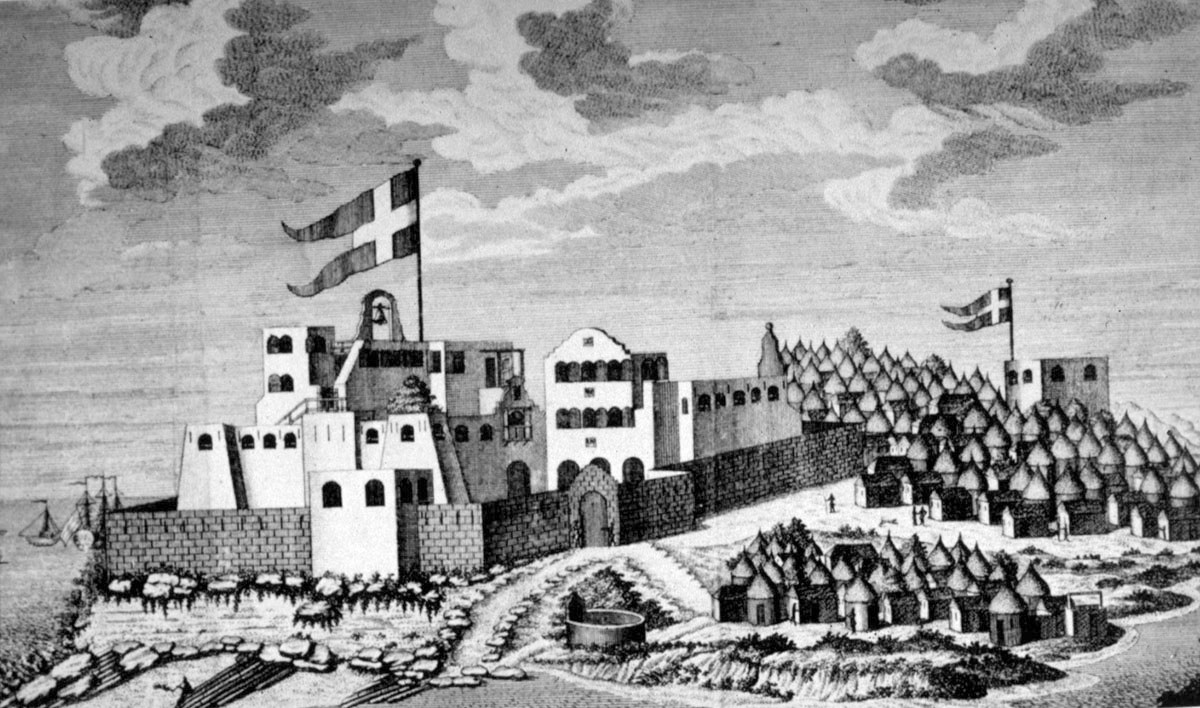
Fort Christiansborg onder Deense heerschappij.

Deense Goudkust
- Fort Frederiksborg
- Fort Christiansborg
- Fort Prinsensten
- Fort Augustaborg
- Fort Fredensborg
- Fort Kongensten
- Cape Coast Castle

Sierra Leone
- Bagos

kolonie · kolonisatie · kolonialisme · dekolonisatie (staatkundig) · dekolonisatie (cultureel)· neokolonialisme · postkolonialisme · imperialisme